# 1⁄2 + 1⁄4 + 1⁄8 + 1⁄16 + …
En matemáticas, la serie infinita 1⁄2 + 1⁄4 + 1⁄8 + 1⁄16 + … es un ejemplo elemental de serie geométrica que converge absolutamente. La suma de la serie es 1. En notación de suma, 
esto se puede expresar como
{\displaystyle {\frac {1}{2}}+{\frac {1}{4}}+{\frac {1}{8}}+{\frac {1}{16}}+\cdots =\sum _{n=1}^{\infty }\left({\frac {1}{2}}\right)^{n}=1.}

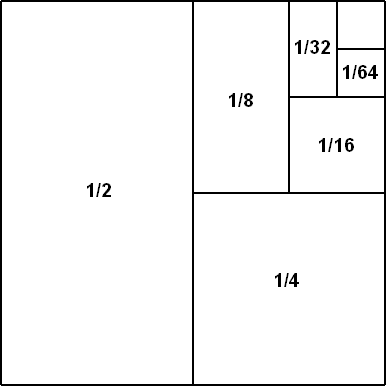
Los seis primeros sumandos dibujados como porciones de un cuadrado.

La serie está relacionada con cuestiones filosóficas consideradas en la antigüedad, en particular con las paradojas de Zenón.

## Prueba
Como con cualquier serie infinita, la suma
{\displaystyle {\frac {1}{2}}+{\frac {1}{4}}+{\frac {1}{8}}+{\frac {1}{16}}+\cdots }
se define como el límite de la suma parcial de los primeros n-términos
{\displaystyle s_{n}={\frac {1}{2}}+{\frac {1}{4}}+{\frac {1}{8}}+{\frac {1}{16}}+\cdots +{\frac {1}{2^{n-1}}}+{\frac {1}{2^{n}}}}

La serie geométrica en la recta real.

a medida que n se acerca al infinito. Mediante varios argumentos, se puede demostrar que esta suma finita es igual a
{\displaystyle s_{n}=1-{\frac {1}{2^{n}}}.}
A medida que n se acerca al infinito,  el término {\displaystyle {\frac {1}{2^{n}}}} se aproxima a 0 y por tanto sn tiende a 1.

## Historia

### La paradoja de Zenón
Esta serie se utilizó como representación de muchas de las paradojas de Zenón. Por ejemplo, en la paradoja de Aquiles y la Tortuga, el guerrero Aquiles debía correr contra una tortuga. La pista tiene 100 metros de longitud. Aquiles podía correr a 10 m/s, mientras que la tortuga sólo 5. La tortuga, con 10 metros de ventaja, argumentaba Zenón, ganaría. Aquiles tendría que moverse 10 metros para alcanzar a la tortuga, pero ésta ya se habría movido otros cinco metros para entonces. Aquiles tendría entonces que moverse 5 metros, mientras que la tortuga se movería 2,5 metros, y así sucesivamente. Zenón argumentó que la tortuga siempre quedaría por delante de Aquiles.
La paradoja de la dicotomía también afirma que para recorrer una determinada distancia hay que recorrer la mitad de esta y luego la mitad de la distancia restante, por lo que hay infinitos intervalos de tiempo. Esto puede resolverse rápidamente observando que cada intervalo de tiempo es un término de la serie geométrica infinita y sumará un número finito.

### El ojo de Horus
Antes se pensaba que las partes del Ojo de Horus representaban los seis primeros sumandos de la serie.

### En una miríada de épocas no se agotará
Una versión de la serie aparece en el antiguo libro taoísta Zhuangzi. Los diversos capítulos «Todo bajo el cielo» incluyen la siguiente frase: «Toma un palo largo de chi y remueve la mitad cada día, en una miríada de edades no se agotará».